# 1990 en basket-ball
Chronologie du basket-ball
1989 en basket-ball - 1990 en basket-ball - 1991 en basket-ball
Les faits marquants de l'année 1990 en basket-ball.
Le championnat du monde de basket féminin 1990 s’est déroulé à Kuala Lumpur en Malaisie, il a été remporté par les États-Unis.

## Récapitulatifs des principaux vainqueurs de compétitions 1989-1990

### Masculins
| Europe - Allemagne : Leverkusen - British BL : Kingston - Belgique : RC Malines - Bulgarie : BK CSKA Sofia - Espagne : FC Barcelone - Coupe d'Europe : Virtus Bologne - Euroligue : Jugoplastika Split - France : CSP de Limoges - Géorgie : - - Grèce : Aris Salonique - Hongrie : - - Islande : - - Israël : Maccabi Tel-Aviv - Italie : Scavolini Pesaro - Coupe Korać : Scavolini Pesaro - Norvège : - - Pays-Bas : - - Pologne : Lech Poznań - Portugal : - - Suède : Södertälje BBK - Suisse : Pully Basket - Tchécoslovaquie : Zbrojovka Brno - Turquie : Galatasaray SK - URSS : CSKA Moscou - Yougoslavie : Jugoplastika Split | Amériques - Argentine : AD Atenas - Brésil : Franca BC - CBA : La Crosse Catbirds - NBA : Detroit Pistons - NCAA : UNLV Rebels - Uruguay : - - USBL : - - Porto Rico : Leones de Ponce - Venezuela : Bravos de Portuguesa | Afrique, Asie, Océanie - Angola : Petro Luanda - Australie : Perth Wildcats - Maroc : FUS de Rabat - Nouvelle-Zélande : Canterbury Rams |

### Féminines
| Europe - Allemagne : DJK Agon 08 Düsseldorf - Belgique : - - Espagne : CB Masnou-Microbank - Coupe des clubs champions : Trogylos Enimont Priolo - France : Challes-les-Eaux - Hongrie : - - Italie : Unicar Cesena - Pays-Bas : BV Den Helder - Pologne : PZU Polfa Pabianice - Coupe Ronchetti : Parme Primizie - Suède : Arvika Basket - Tchécoslovaquie : - - Turquie : - - URSS : Elektrosila Leningrad | Amériques - Argentine : - - Brésil : - - Canada : - - NCAA : Stanford Cardinal | Afrique, Asie, Océanie - Australie : North Adelaide |

## Récompenses des joueurs enNBA

### Meilleur joueur de la saison régulière  (MVP)
| - Magic Johnson, Los Angeles Lakers |

### Meilleur joueur de la finale NBA
| - Isiah Thomas, Detroit Pistons |

### Concours de Dunk: (Slam Dunk Contest)
| - Dominique Wilkins, Atlanta Hawks |

### Concours de 3 points: (Three-point Shootout)
| - Craig Hodges, Chicago Bulls |

## Naissances
- 21 octobre : Ricard Rubio
- 11 décembre : Derrick Nix